# Bowlfish
O Bowlfish é uma evolução (MOD) da aplicação eMule de compartilhamento de arquivos (partilha de ficheiros, em Portugal) através de peer to peer (P2P), que foi criado devido às limitações de tráfego impostas por alguns ISPs portugueses. O Bowlfish é um software livre lançado sob a GNU General Public License. Possui versões para Microsoft Windows.
A grande alteração ao eMule original foi a introdução do "filtro Bowlfish", que permite aos utilizadores de ISP portugueses com discriminação de tráfego nacional e internacional poderem definir nos seus downloads se desejam que seja efectuado apenas tráfego nacional (ou internacional durante as happy-hours, através de temporizador incluído no MOD), evitando assim ultrapassarem os seus limites de tráfego.
Esta aplicação trabalha com as redes eDonkey2000 e desde a versão 9a também tem suporte a Kad.
O desenvolvimento desta evolução é algo lenta, pelo que por vezes saem várias versões do cliente emule oficial entre versões.

## Tráfego Internacional
Mesmo que o filtro esteja activo para todos os downloads, existem algumas situações em que é gerado algum tráfego:
- Caso o ISP esteja mal configurado, uma vez que cada ISP tem a sua definição de tráfego nacional/internacional.
- Caso esteja ligado a um servidor internacional, pois o Bowlfish necessita de contactar com o servidor de tempos a tempos. O tráfego internacional gerado neste caso não é significativo.
- Caso existam servidores internacionais na lista de servidores, uma vez que o Bowlfish gera estatísticas como o ping. Neste caso, o tráfego poderá ser significativo caso a lista de servidores internacionais seja muito grande.
- Após as Happy Hours, uma vez que durante esse tempo as restrições vão ser removidas. Após serem reactivadas, vão continuar a ser recebidos pedidos de clientes internacionais. Esses pedidos são ignorados, mas o tráfego causado pelos pedidos é contabilizado pelo ISP.
- Caso uma das fontes nacionais não tenha filtos, uma vez que vai informar clientes internacionais que o Bowlfish é uma fonte. Tal como no caso anterior, vão ser recebidos pedidos internacionais.